# Luís Mendes de Vasconcellos
Luís Mendes de Vasconcellos (ur. ok. 1542, zm. 7 marca 1623) – portugalski szlachcic, służący jako kolonialny gubernator Angoli Portugalskiej w latach 1617–1621, 55. wielki mistrz zakonu św. Jana w latach 1622–1623.

## Życiorys
Urodził się w mieście Évora w Portugalii ok. roku 1542. Był synem Francisca Mendesa de Vasconcelos i jego żony Isabel Pais de Oliveira.
W roku 1617 Vasconcellos został gubernatorem portugalskiej kolonii Angoli. Jako gubernator planował podbój całego królestwa Ndongo i sąsiednich regionów aż do Mozambiku. Podboje zamierzał finansować dzięki zyskom z handlu niewolnikami. Utworzył armię złożoną z Portugalczyków, ich niewolników, lokalnych band tubylczych i przyjaznych wobec Portugalczyków wodzów lokalnych plemion. W 1618 roku wojsko Vasconcellosa dotarło do stolicy Ndongo Kabasy, armia splądrowała i zniszczyła miasto, wymordowała mieszkańców. Ze względu na chorobę był zmuszony powrócić do Luandy, przekazał przywództwo nad armią swojemu 19-letniemu synowi João, który podbił sąsiedni kraj Matamba, a następnie, w 1621 roku, wycofał się z Ndongo. Podczas swoich trzyletnich rządów jako gubernator sprzedał w niewolę około 50 000 Angolczyków i wysłał ich statkami do obu Ameryk.
Vasconcellos był również szanowanym rycerzem zakonu św. Jana Jerozolimskiego. Na Maltę przybył 1 kwietnia 1572 roku. Przed przybyciem na Maltę spędził pewien czas pod rozkazami księcia Juana de Austria. Przez dwa lata był kapitanem galery „Esperança”. Był dobrze znany ze swej odwagi i brawury w różnych wyprawach morskich przeciw Imperium Osmańskiemu. Był baliwem Aquili i Akry. Pełnił wiele misji dyplomatycznych z ramienia zakonu, zanim w roku 1613 został dowódcą jego floty. Był tytularnym komandorem Elvas, a następnie Vera Cruz. Oprócz tego, od wielkiego mistrza Alofa de Wignacourt, otrzymał komandorie Rossas, Frossos, Vila Cova i Algozo. Ukoronowaniem jego kariery był wybór w dniu 17 września 1622 roku na wielkiego mistrza zakonu po śmierci de Wignacourta.
Był pierwszym portugalskim wielkim mistrzem od czasu Alfonsa Portugalskiego i pierwszym wybranym na Malcie.
Luis Mendez de Vasconcellos służył na tym stanowisku przez niecałe 6 miesięcy. Zmarł 7 marca 1623 roku i pochowany został w krypcie katedry św. Jana w Valletcie. Jego epitafium głosi:

D.O.M. Frater Ludovicus Mendes de Vasconcellos. Qui per singulos pacis, bellique gradus ad summum Magisteris culmen virtue duce, conscenderat; In Septimo vix Principatus Mense, Suffo bonis Praripitur. Cunstis optatus, nulla non lacrimatus, Hic conditur. Nono Martii M.D.C.XX.III.

Jego następcą został Antoine de Paule.
De Vasconcellos był ojcem Joane Mendesa de Vasconcelos, który walczył w wojnie o uwolnienie się Portugalii spod władzy hiszpańskiej (port. Guerra da Restauração).